# Vruchtgebruik
Het recht van vruchtgebruik (Frans: usufruit) is een beperkt zakelijk recht dat gevestigd kan worden op een goed in juridische zin om gebruik te mogen maken van goederen die eigendom zijn van iemand anders en daarvan de vruchten te genieten. Het kan daarbij gaan om zaken en om vermogensrechten. Het recht bestond al in het klassieke Romeinse recht en had de bedoeling om enerzijds goederen in de familie te houden maar anderzijds derden gedurende een periode de vruchten ervan te laten genieten. Over het algemeen wordt een dergelijk recht gevestigd op een onroerende zaak (in Nederland) of een onroerend goed (in België).
Degene die het recht van vruchtgebruik heeft wordt vruchtgebruiker genoemd. Degene die eigenaar is van een zaak die belast is met het recht van vruchtgebruik wordt bloot eigenaar genoemd.
Een speciaal recht van vruchtgebruik is het zakelijk recht van bewoning, dat specifiek geldt voor een woning. Degene die het recht van bewoning heeft mag een onroerende zaak met zijn gezin bewonen, op dit recht mogen door de hoofdgerechtigde en door derden geen inbreuken worden gemaakt.
Vruchtgebruik wordt in Nederland vaak gevestigd bij testament, om een kind iets van een overleden ouder te laten erven, maar de overgebleven ouder het vruchtgebruik te geven zolang deze leeft, veelal bij de ouderlijke woning. Ook bij testament mogen de wettelijke rechten van de vruchtgebruiker niet worden ingeperkt. Verder gelden in Nederland de regels van vruchtgebruik als in een testament een tweetrapsmaking staat. Ook kan men iets verkopen, maar daarbij vruchtgebruik bedingen, zodat de verkoper vruchten blijft ontvangen, bijvoorbeeld de zaak kan blijven gebruiken. De verkoopprijs is dan wel lager omdat koper alleen de bloot-eigendom krijgt.

## België
Het Burgerlijk Wetboek definieert vruchtgebruik als "het recht om van een zaak waarvan een ander de eigendom heeft, het genot te hebben, zoals de eigenaar zelf, maar onder verplichting om de zaak zelf in stand te houden" (art. 578 BW).
In België kan vruchtgebruik worden gevestigd op zowel onroerende goederen als op een roerend goederen (art. 481 BW) en zelfs op verbruikbare goederen (goederen die tenietgaan door het eerste gebruik) (art. 587 BW). Dat vruchtgebruik noemt men oneigenlijk vruchtgebruik of quasi-vruchtgebruik.
Het Belgisch recht kent drie soorten vruchten: natuurlijke vruchten, vruchten van nijverheid en burgerlijke vruchten.
Titels die voorzien in een onroerend vruchtgebruik moeten worden overgeschreven op het bevoegde kantoor van de Algemene Administratie van de Patrimoniumdocumentatie (art. 1 Hypotheekwet van 16 december 1851 (Hyp.W.)).
In het Belgische erfrecht zijn de aanspraken van de langstlevende echtgenoot of langstlevende wettelijk samenwonende partner in beginsel opgesteld in vruchtgebruik.
De kostenverdeling tussen vruchtgebruiker en blote eigenaar werd gewijzigd door de wet van 4 februari 2021 op het goederenrecht. Zo valt de onroerende voorheffing ten laste van de vruchtgebruiker. Alle onderhoudsherstellingen blijven wel ten laste van de vruchtgebruiker, terwijl de grove herstellingen proportioneel verdeeld worden tussen de blote eigenaar en de vruchtgebruiker (artt. 3.153-3.154 BW).
Ook nieuw is dat men in drie verschillende gevallen kan beschikken over het goed dat men in vruchtgebruik heeft (art. 3.148 BW):
- indien de wet dat toelaat;
- indien het in overeenstemming is met de bestemming van het goed en er wordt gehandeld als een normaal en voorzichtig persoon (bijv. indien men cryptocurrency in vruchtgebruik heeft, en de prijs stijgt de hoogte in) of
- indien men een vruchtgebruik heeft op verbruikbare goederen (zoals wijn, voedsel...).

Dit laatste bestond onder het oude recht onder de term quasi-vruchtgebruik, maar dit is met de nieuwe regelgeving veranderd: het is een écht vruchtgebruik met beschikkingsbevoegdheid.

## Nederland
Vruchtgebruik is geregeld in artikel 201 tot en met 226 van boek 3 Burgerlijk Wetboek, een deel is van dwingend recht, daarvan kan niet bij overeenkomst of testament worden afgeweken. Vruchtgebruik kan ontstaan door vestiging of verjaring, het kan niet worden gevestigd voor langer dan het leven van de vruchtgebruiker. Is de vruchtgebruiker een rechtspersoon, dan eindigt het vruchtgebruik door ontbinding van de rechtspersoon, in ieder geval 30 jaar na de dag van vestiging. Zijn er meer vruchtgebruikers, dan valt het deel van een overleden of ontbonden vruchtgebruiker toe aan de anderen. Uit het verleden bestaan er uitzonderingen. Zo hebben waterschappen voor percelen het (vermoedelijk eeuwigdurend) recht van vruchtgebruik verleend. Overdracht van een dergelijk vruchtgebruik is via de notaris en inschrijving in het kadaster mogelijk.
Vóór vestiging van vruchtgebruik kunnen afspraken worden gemaakt over de manier waarop de goederen mogen worden gebruikt, zulke regels kunnen ook eenzijdig worden vastgelegd in een testament. Daarbij kan ook worden bepaald wanneer het vruchtgebruik eindigt. Er mag worden afgesproken of bepaald dat de vruchtgebruiker de goederen waarvan hij vruchtgebruik heeft  mag verkopen en de opbrengst toevalt aan de bloot-eigenaar. Het goed blijft dan belast met het vruchtgebruik en bij een woning moet koper het woongenot van de vruchtgebruiker respecteren. Ook kan worden bepaald dat de vruchtgebruiker het goed mag vervreemden en verteren, dan valt de opbrengst toe aan de vruchtgebruiker en mag deze worden opgemaakt. Nadere afspraken worden vastgelegd in de akte van vestiging, daarbij moet door de vruchtgebruiker een notariële boedelbeschrijving worden gemaakt van de goederen. Vervolgens moet jaarlijks verslag worden gedaan aan de bloot-eigenaar over de stand van zaken.
Vruchtgebruik op een onroerende zaak (of ander registergoed) wordt gevestigd door de inschrijving van een notariële akte in de openbare registers.
Een goed waarop vruchtgebruik rust kan worden verkocht en gaat dan op koper over met de last van vruchtgebruik, tenzij bloot-eigenaar en vruchtgebruiker daarover een andere afspraak maken. Wanneer een vruchtgebruiker van het vruchtgebruik af wil omdat de lasten en kosten te hoog zijn, moet de bloot-eigenaar daar aan meewerken. Een vruchtgebruiker kan vrijwillig afzien van het recht en daarover afspraken maken met de hoofdgerechtigde. 

### Vruchtgebruik bij tweetrapsmaking in testament
Vruchtgebruik kan ook ontstaan van rechtswege. Als bij testament een erfstelling onder tijdsbepaling is gedaan, zet art. 4:136 BW dat om in een legaat van vruchtgebruik voor de eerst aantredende erfgenaam, de bezwaarde, de bloot-eigendom gaat aan de opvolgend erfgenaam, de verwachter (fideï-commis of tweetrapsmaking met bewaarplicht). Is een making onder voorwaarde gedaan, bepaalt art. 4:138 dat de regels van vruchtgebruik automatisch gelden tussen de opvolgend erfgenamen (fideï-commis de residuo of tweetrapsmaking), tegenover derden is de vruchtgebruiker volledig beschikkingsbevoegd. Bij het opstellen van een tweetrapsmaking kan worden afgeweken van de vruchtgebruiksbepalingen van regelend recht en kan onder meer bepaald worden dat de bezwaarde de goederen mag vervreemden en verteren, mag schenken, dat niet eerst op het eigen vermogen hoeft te worden ingeteerd en dat de bepalingen voor zaaksvervanging en vergoedingsplicht geen toepassing vinden. 

### Verzorgingsvruchtgebruik erfrecht
In het erfrecht is bepaald dat een echtgenoot van overledene die bij testament niet als enige de woning erft waar ze woonde, de erfgenamen kan verplichten mee te werken aan de vestiging van het recht van vruchtgebruik op deze woning en de daarbij behorende inboedel (art. 4:29 BW). Is bij testament een executeur benoemd, is deze verplicht mee te werken. Degeen die in de woning wil blijven wonen moet aantonen dat er een verzorgingsbehoefte is. Ook biedt het erfrecht de mogelijkheid dat op andere goederen een recht van vruchtgebruik wordt gevestigd als dat nodig is voor de echtgenoot van overledene om voldoende inkomsten te hebben (art. 4:30 BW). Schuldeisers van de nalatenschap hebben wel het recht hun schulden op deze goederen te verhalen tenzij andere goederen worden aangewezen die voldoende verhaal bieden (art. 4:31 BW).

### Onderhoudsverplichtingen
Gewoon onderhoud en gebruikelijke herstellingen van een woning met vruchtgebruik komt voor rekening van de vruchtgebruiker. Het gaat om al het werk dat normaliter nodig is om de woning in een redelijke staat te houden, de plichtenverdeling uit het huurrecht van klein- en groot onderhoud is niet overeenkomstig van toepassing. Een vruchtgebruiker moet de woning ook verzekeren (art. 3:207 en 220 BW).

### Belastingen
De bloot-eigenaar van een goed waarop bij testament vruchtgebruik is gevestigd voor de echtgenoot van de overledene, betaalt geen belasting over het vermogen, art.  5.4 Wet IB 2001, voor de hoofdgerechtigde is het geen box 3 woning. Voor de vruchtgebruiker is de woning waarop het recht rust een eigen woning in Box 1. De vruchtgebruiker is belastingplichtig voor de onroerendezaakbelasting voor het eigendom en voor de waterschapsbelastingen die van de eigenaar worden geheven.